# کیست بارتولن

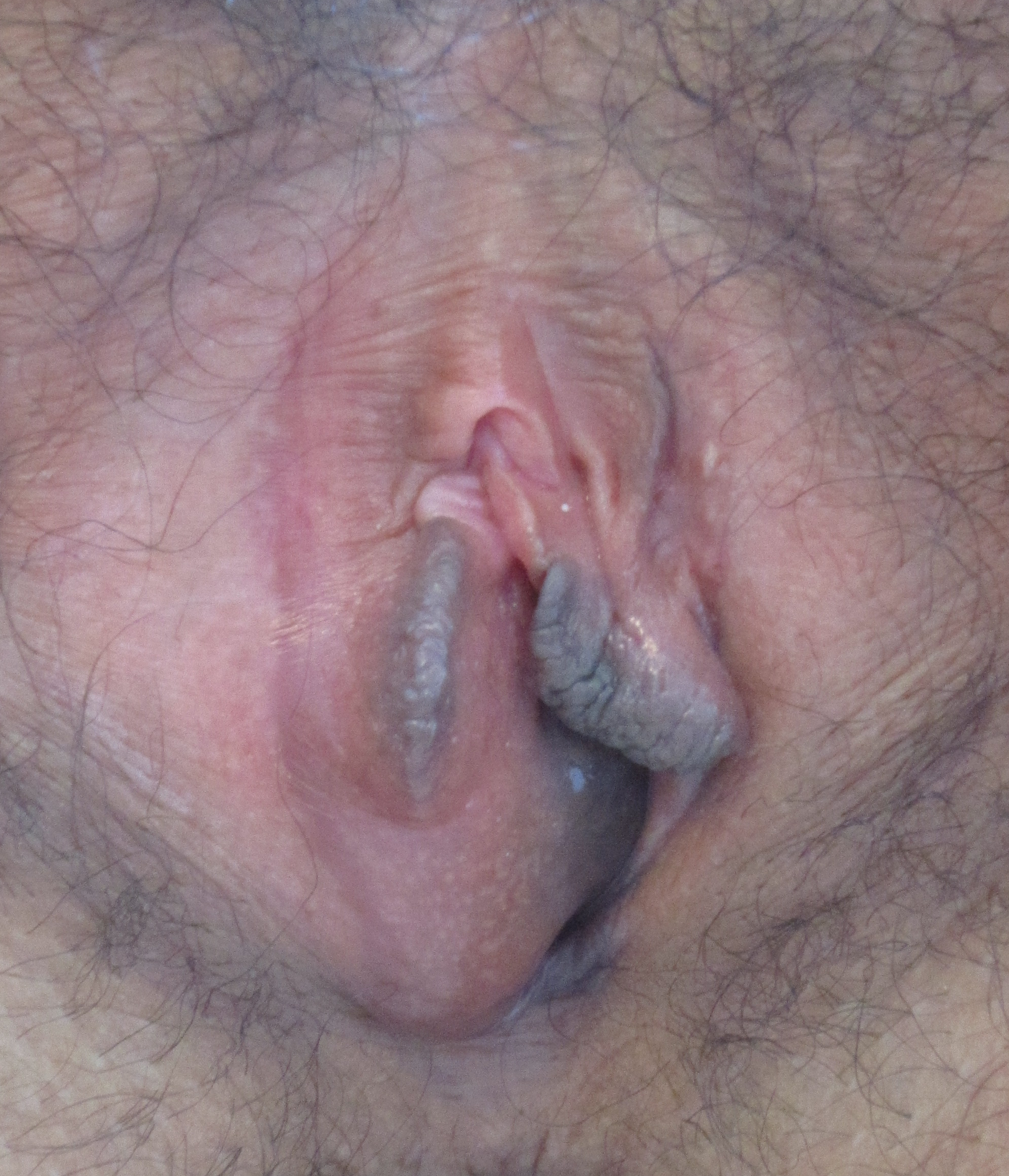
کیست بارتولن

کیست بارتولن (Bartholin's cyst) حالتی است که دهانه غدد بارتولن مسدود می‌شود و ترشحات به داخل غدد برگشت می‌خورد و کیست ایجاد می‌شود. غدد بارتولن در دو طرف دهانه ورودی واژن، زیر عضله بولبوکاورنوس قرار دارد. این غدد هنگام نزدیکی مایعاتی را ترشح می‌کنند که به روانکاری واژن کمک می‌کنند. گاهی اوقات راه‌های خروجی این غدد دچار انسداد شده و باعث می‌شود مایعاتی که تولید می‌کند به داخل خود غده برگردد. در این صورت کناره‌های مهبل متورم می‌شود و هنگام راه رفتن و نزدیکی باعث درد می‌شود. اگر مایع داخل کیست به هر دلیلی مانند رعایت نکردن بهداشت فردی و آلوده بودن ناحیه تناسلی به برخی باکتری‌ها، عفونی شده و باعث ایجاد آبسه می‌شود که بسیار ملتهب و دردناک است.

## علائم
اگر کیست خیلی کوچک باشد و عفونی هم نشود احتمال دارد که شما اصلاً متوجه آن نشوید. اما در صورتی که کیست بزرگ شود مانند یک توده در دهانه واژن احساس خواهد شد و هنگام راه رفتن و نزدیکی درد دارد. علائم عفونی شدن کیست بارتولین عبارتند از:
- برآمدگی دردناک در دهانه واژن
  - ناراحتی هنگام راه رفتن یا نشستن
  - درد در هنگام مقاربت
  - تب و بی حالی

## پاتوفیزیولوژی
در صورتی که مجراهای خروجی غدد بارتولن دچار انسداد شوند، مایعات روان‌کننده مترشحه، جمع شده و باعث ایجاد کیست می‌شود که معمولاً در اثر عفونت در واژن شکل می‌گیرند. باکتری‌هایی که باعث آبسه و عفونی شدن کیست‌ها می‌شوند اغلب شامل اشرشیاکلی (E. coli) و عفونت‌های مقاربتی مانند سوزاک و کلامیدیا می‌باشند.

## تشخیص
تشخیص این بیماری از طریق معاینه پزشکی انجام می‌شود اما می‌تواند بسیار شبیه به برخی از بیماری‌ها مانند لیپوما، کیست اپیدرموئید، غدد شبه پروستاتی و … باشد. همچنین در زنانی که بیش از ۴۰ سال دارند احتمالاً نمونه برداری از بافت کیست انجام شود تا در آزمایشگاه احتمال وجود سرطان را بررسی کنند.

## درمان
غالباً در مواردی که کیست درد و ناراحتی ندارد، درمان نیازی نیست. اما در صورتی که کیست بزرگ شده باشد و در ناحیه واژن درد داشته باشید پزشک با جراحی آن را تخلیه می‌کند. برای انجام این عمل، پزشک شما برش کوچکی را در کیست ایجاد می‌کند تا به راحتی مایعات درون آن تخلیه شود و سپس یک کاتتر کوچک را در برش قرار می‌دهد. این لوله کوچک یا سوند تا شش هفته در محل خود باقی می‌ماند تا برش را باز نگه داشته و تخلیه بصورت کامل انجام شود.
اگر کیست عفونی باشد ممکن است در طول ۳ تا ۴ روز خود به خود سر باز کند و مایع چرکی خارج شود که در اینصورت آنتی‌بیوتیک تجویز می‌شود. در این چند روز از مسکن‌هایی مانند ایبوپروفن و حمام آب گرم استفاده کنید. روزانه سه الی چهار مرتبه و هر بار چند دقیقه در وان آب گرم بنشینید تا به مرور پوسته کیست نازک شده و تخلیه شود.